# Erés
Erés es una localidad española del municipio de Biscarrués, perteneciente a la provincia de Huesca, en la comunidad autónoma de Aragón.

## Geografía
Localidad de la comarca Hoya de Huesca que pertenece al municipio de Biscarrués, en la provincia de Huesca. Está situada en un llano a orillas del río Gállego a 36 km al noroeste de Huesca y tiene acceso desde la carretera A-125 a 3 km al norte de Biscarrués.

## Historia
En 1495 era aldea de Murillo de Gállego. En 1785 actuaba como alcalde el de Ayerbe. En 1834 tenía Ayuntamiento propio. En 1845 se unió a Biscarrués y tenía 12 casas. Hacia mediados del siglo XIX, el lugar tenía contabilizada una población de 58 habitantes. Aparece descrito en el séptimo volumen del Diccionario geográfico-estadístico-histórico de España y sus posesiones de Ultramar de Pascual Madoz de la siguiente manera:

ERES: l. con ayunt. en la prov. y part. jud. de Huesca (7 leg.), aud. terr. y c. g. de Zaragoza (19): sit. en un llano en la orilla del r. Gallego, con clima sano; tiene 12 casas; igl. parr. (San jorge) servida por un cura. prod.: trigo, cebada, avena y vino. pobl.: 9 vec., 58 alm. riqueza imp. y contr.: (V. Huesca, part. jud.).
(Madoz, 1847, p. 499)

## Patrimonio
En la localidad existe una iglesia parroquial dedicada a San Jorge.